# Numero quantico principale
Nel modello quantomeccanico, il numero quantico principale {\displaystyle (n)} determina la distanza media degli elettroni dal nucleo e la maggior parte della loro energia.
Orbitali con lo stesso numero quantico principale costituiscono un livello energetico. Teoricamente {\displaystyle n} può assumere tutti i valori interi da {\displaystyle 1} a infinito ma già con {\displaystyle n=7} vengono sistemati tutti gli elettroni degli elementi della tavola periodica attualmente conosciuti, se non eccitati con una carica elettrica che farebbe acquistare energia all'elettrone, facendolo allontanare dal nucleo.
Il numero quantico principale non può essere {\displaystyle 0} perché ammetterebbe l'inesistenza di un livello energetico e non è possibile che un elettrone si trovi nel nucleo.
Il livello con {\displaystyle n=1} è quello più vicino al nucleo; quando l'elettrone occupa questo livello, l'atomo è nel suo stato fondamentale.
Da esso si ricava l'energia associata al livello, secondo la relazione:
{\displaystyle E_{(n)}=-{\frac {cR_{\infty }}{n^{2}}}h}
dove {\displaystyle R_{\infty }} è la costante di Rydberg e {\displaystyle h} è la costante di Planck.